# Calamia immaculata
Calamia immaculata är en fjärilsart som beskrevs av Otto Staudinger 1871. Calamia immaculata ingår i släktet Calamia och familjen nattflyn. Inga underarter finns listade i Catalogue of Life.